# 3138 Сіні
3138 Сіні (3138 Ciney) — астероїд головного поясу, відкритий 22 травня 1980 року.
Тіссеранів параметр щодо Юпітера — 3,637.